# 弗拉基米尔·莫夫西相
弗拉基米尔·米格拉诺维奇·莫夫西相,（俄语：Влади́мир Мигра́нович Мовсеся́н，1933年11月12日—2014年11月5日）亚美尼亚人，苏联党和国家领导人。曾任亚共中央第一书记。苏联解体后，出任亚美尼亚农业部长，总理顾问。

## 生平
- 1933年11月12日出生于苏联亚美尼亚苏维埃社会主义共和国斯皮塔克区舍纳万镇一个农民家庭。
- 1952年-1953年，舍纳万镇俱乐部主任。
- 1953年-1958年，埃里温兽医学院学习。
- 1959年-1965年，亚美尼亚全境做高级兽医。1961年加入苏联共产党。
- 1965年-1975年，亚美尼亚共产党中央局长、副部长，地区党委书记。期间，1966年-1969年，苏共中央高级党校学习，农业经济学副博士学位。
- 1975年-1978年，亚美尼亚共产党中央农业部部长。
- 1978年-1984年，亚美尼亚苏维埃社会主义共和国部长会议副主席。
- 1984年-1990年，任亚美尼亚共和国部长会议第一副主席。1986年起兼任国家农业委员会主席。
- 1990年-1991年，亚美尼亚苏维埃社会主义共和国紧急情况部部长。期间，1990年4月-11月，亚美尼亚共产党中央第一书记。
- 1991年，苏联农业和食品部副部长。
- 1991年-1996年，亚美尼亚移民难民部部长。期间，1993年任伊杰万领土防御总部的负责人。1993年-1994年间兴建几百所住房，帮助纳卡地区难民回乡。
- 1996年-1999年，亚美尼亚农业部部长。
- 1999年-2004年，亚美尼亚总理顾问。
- 2004年起，亚美尼亚林业委员会主席。
- 2012年起，塞凡湖保护委员会主席。
- 2014年11月5日于埃里温逝世，享年80岁。

莫夫西扬是苏共28大代表；第28届苏共中央政治局委员、中央委员；第7-12届亚美尼亚苏维埃社会主义共和国最高苏维埃代表。

## 荣誉
- 两次劳动红旗勋章
- 苏联荣誉勋章
- 亚美尼亚荣誉勋章
- 亚美尼亚圣梅斯洛普勋章
- 埃里温荣誉市民